# Mobula alfredi
Mobula alfredi is een vissensoort uit de familie van de adelaarsroggen (Myliobatidae). De wetenschappelijke naam van de soort is voor het eerst geldig gepubliceerd in 1868 door Krefft. De soort is nauw verwant aan de reuzenmanta en werd voorheen tot het voormalige geslacht Manta gerekend.